# Оргельбранд, Самуэль
Самуэль (Самуил) Оргельбранд (пол. Samuel Orgelbrand; 1810, Варшава, — 16 ноября 1868, там же) — видный польско-еврейский издатель и книготорговец. Издатель большой польской энциклопедии. Брат Мауриция Оргельбранда.

## Биография
Самуэль Оргельбранд в 1826—1830 годах учился в раввинском училище в Варшаве.
В 1836 году открыл маленький антикварный магазин и стал одновременно активно заниматься издательской деятельностью. В 1840 году открыл при магазине платную библиотеку книг на польском, а в 1845 году — также и на французском языке.
Стал расширять книготорговлю. В 1841—1857 годах был совладельцем книжного магазина в Сувалках, открыл книжный склад в Лейпциге, магазин в Вильно, Каменце-Подольском, в 1859 году приобрел дом на Краковском предместье в Варшаве и открыл здесь большой книжный магазин. С 1863 года начал продавать в своих магазинах книги, изданные только в собственном издательстве.
В 1844 году он приобрел типографию, которую со временем оснастил современным оборудованием и значительно расширил. С целью изучения передового опыта полиграфического и печатного дела, посетил типографии Лондона, Парижа, городов Германии. Первым в Польше стал применять паровые типографские машины. Шрифты, изготовленные в типографии С. Оргельбранда, были отмечены наградами на выставках в Москве (1865) и Париже (1867). Они применялись в других типографиях не только Царства Польского, но также Киева и Вильно.

## Издательская деятельность

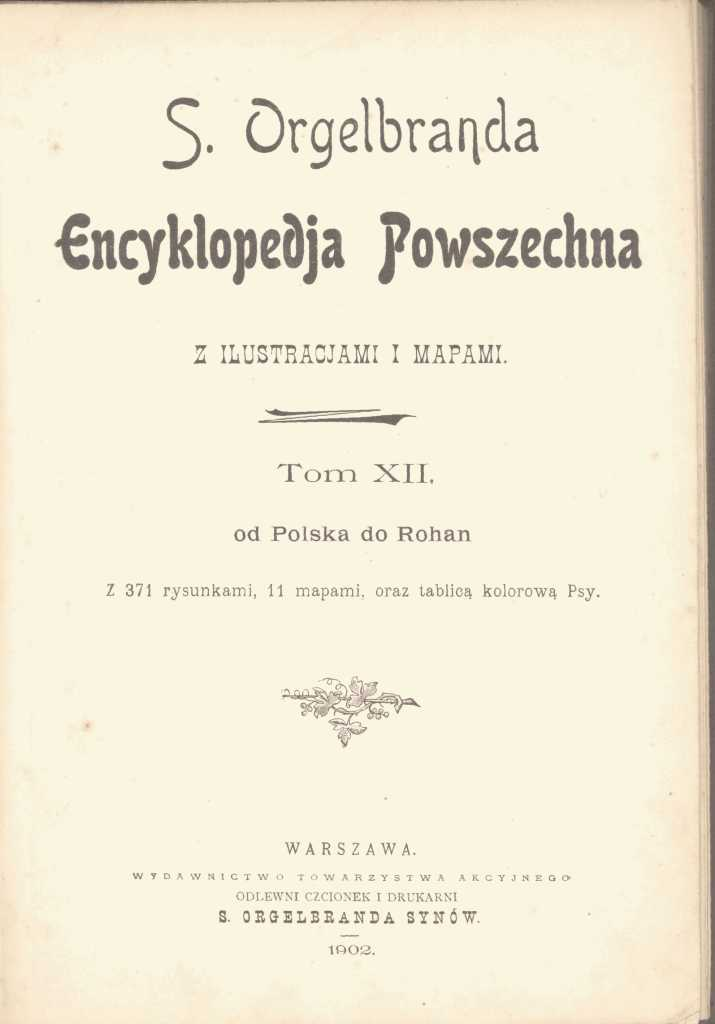
Титульная страница тома XII «Encyklopedia Powszechna» (1902)

Самуэль Оргельбранд выпустил свыше 250 сочинений в 500 томах. Только еврейских сочинений издал около 100 томов, среди них на первом месте стоит «Вавилонский Талмуд», впервые появившийся в Царстве Польском (было напечатано 12000 экземпляров).
В начале своей издательской деятельности выпускал популярную французскую литературу, в том числе произведения Дюма-отца, Поль де Кока, Э. Сю. Позже приступил к выпуску изданий социального, национального и научного характера: исторической, художественно-исторической, природоведческой литературы и учебников.
Он первым в Польше стал печатать произведения Юзефа Крашевского. Издал 30 его книг (в том числе «Памятник истории нравов в Польше»), Александра Фредро, Юлиуша Словацкого и других. В 1844 году выпустил «Библиотеку древних польских писателей» (второе издание 1854), ряд исторических изданий, в частности, «Кладбище Повонзки недалеко от Варшавы» (1855—1858), «Древняя Польша с точки зрения исторической, географической и статистической», «Новое об истории искусства в старой Польше», «Памятники и могилы поляков на иностранной кладбищах», «Божественную комедию» Данте и др.
В 1857 году Оргельбранд приступил к крупнейшему своему изданию — «Всеобщей энциклопедии» на польском языке (каковой до тех пор не было — «Encyklopedja Powszechna»), состоящей из 28 томов. Последний том энциклопедии появился в 1868 году.
Автор и издатель «Списка дворянам Царства Польского по 1853 год» (1851—1854).

## Память
- Именем С. Оргельбранда назван один из скверов Варшавы.